# 1919 na literatura

## Eventos
Julho - 1ª edição da revista Ícaro em Coimbra, Portugal

## Nascimentos
| Data           | Nome                    | Profissão                                        | Nacionalidade       | Observações | Ref |
| -------------- | ----------------------- | ------------------------------------------------ | ------------------- | ----------- | --- |
| 1 de Janeiro   | J. D. Salinger          | romancista                                       | Estados Unidos      | m. 2010     |     |
| 19 de Janeiro  | Joan Brossa             | poeta, dramaturgo, desenhador e artista plástico | Espanha (Catalunha) | m. 1998     |     |
| 15 de abril    | Fernando Namora         | escritor                                         | Portugal            | m. 1989     |     |
| 26 de setembro | Matilde Camus           | poeta e escritora                                | Espanha             | m. 2012     |     |
| 22 de Outubro  | Doris Lessing           | escritora                                        | Inglaterra          | m. 2013     |     |
| 6 de Novembro  | Sophia de Mello Breyner | poeta                                            | Portugal            | m. 2004     |     |
| 26 de Novembro | Frederik Pohl           | escritor e editor de ficção científica           | Estados Unidos      | m. 2013     |     |
| 9 de Dezembro  | António Lopes Ferreira  | escritor e poeta                                 | Portugal            | m. 2000     |     |

## Mortes
| Data           | Nome                             | Profissão                              | Nacionalidade  | Observações | Ref |
| -------------- | -------------------------------- | -------------------------------------- | -------------- | ----------- | --- |
| 3 de fevereiro | João Penha                       | poeta, jurista e magistrado            | Portugal       | n. 1838     |     |
| 8 de fevereiro | Júlio de Castilho                | jornalista, poeta, escritor e político | Portugal       | n. 1840     |     |
| 6 de maio      | L. Frank Baum                    | escritor                               | Estados Unidos | n. 1856     |     |
| 7 de junho     | Marcelino Mesquita               | Escritor, Dramaturgo e Jornalista      | Portugal       | n. 1856     |     |
| 9 de agosto    | Leonid Andreiev                  | escritor                               | Rússia         | n. 1871     |     |
| 23 de agosto   | Aurélio Veríssimo de Bittencourt | jornalista e escritor                  | Brasil         | n. 1849     |     |

## Prémios literários
- Nobel de Literatura - Carl Friedrich Georg Spitteler.[1]